# (24643) MacCready
(24643) MacCready est un astéroïde de la ceinture principale aréocroiseur.

## Description
(24643) MacCready est un astéroïde aréocroiseur. Il présente une orbite caractérisée par un demi-grand axe de 2,32 UA, une excentricité de 0,30 et une inclinaison de 23,3° par rapport à l'écliptique.

## Compléments